# Les Platons
Les Platons – najwyższy szczyt wyspy Jersey, Dependencji Korony brytyjskiej.